# 貝里埃薩／北聖何塞站
貝里埃薩／北聖何塞站（也稱貝里埃薩轉乘中心）是一座位於美國加利福尼亞州聖何塞貝裏埃薩地區的聯運中心，包括灣區捷運站、聖克拉拉谷交通局 (VTA) 公交車站和停車場。該轉乘中心首先於2019年12月28日啟用並為當地公交系統服務。2020年6月12日，在捷運站舉行了正式剪彩儀式，並於次日開始運營。
這座車站是由聖克拉拉谷交通局 (VTA) 建設並擁有的，根據與灣區捷運的協議，VTA運營著連接灣區捷運剩余通勤系統的列車。這是聖何塞境内有史以來建成投入運營的第一座捷運車站，直到聖何塞市中心地下鐵（矽谷擴展段的最後階段）完工前，灣區捷運都將這裏設為終點站。

## 車站布局

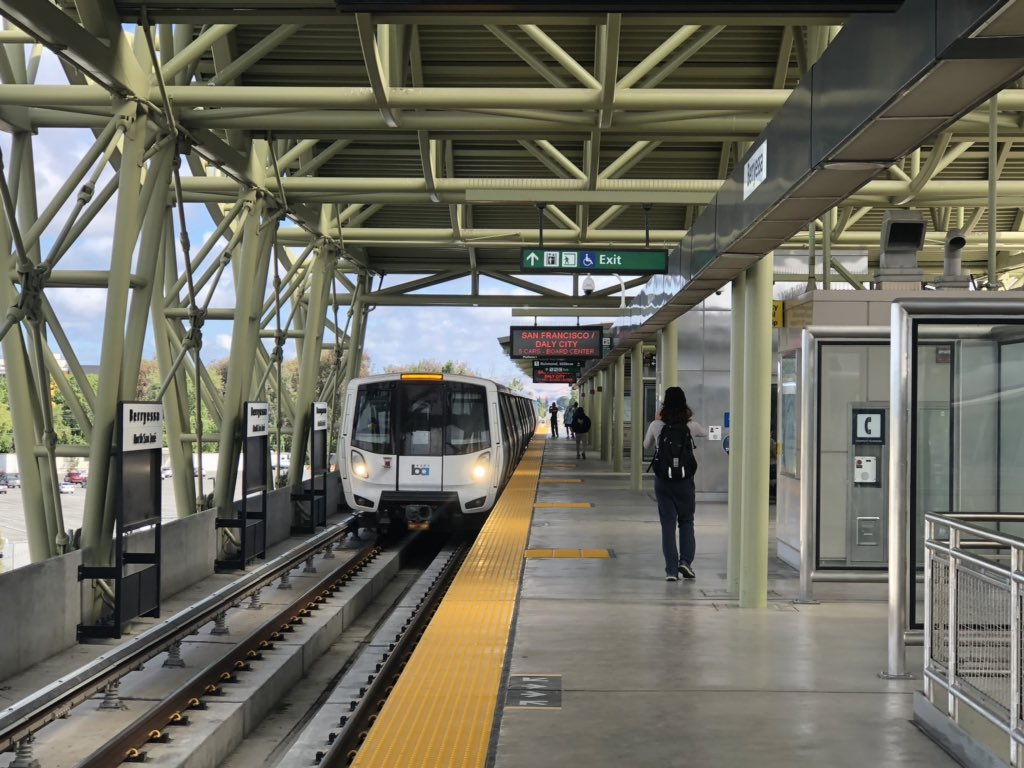
車站開通首日，往戴利城方向的列車駛入貝里埃薩／北聖何塞站。

貝里埃薩／北聖何塞站有一座30×700-英尺（9.1×213.4-）高的島式站台,在站台中央下面有一個收費大廳。鄰近的七層車庫和地面停車場共有1527個停車位,而自行車停車場位於站台的北端。另外此場地還毗鄰聖何塞跳蚤市場。

## 公交換乘
- VTA公共汽車（英语：List of Santa Clara VTA bus routes）：61, 70, 77, Rapid 500, Rapid 523[10]

## 外部鏈接
- Berryessa/North San José Station （页面存档备份，存于） –  BART
- Get familiar with VTA’s Berryessa Transit Center （页面存档备份，存于）
- VTA project site （页面存档备份，存于）
- YouTube上的VTA's BART Silicon Valley Berryessa Extension Opening Ceremony